# Eulepidotis variabilis
Eulepidotis variabilis là một loài bướm đêm trong họ Erebidae.